# Mýli (Sámos)
Mýli, en grec moderne : Μύλοι, est un village du dème de Sámos-Est, sur l'île de Sámos, en  Grèce.
Selon le recensement de 2011, la population du village compte 248 habitants.